# Hrvati u Sloveniji
Hrvati u Sloveniji su osobe u Sloveniji s punim, djelomičnim, ili većinskim hrvatskim podrijetlom, ili u Hrvatskoj rođene osobe s prebivalištem u Sloveniji.

## Brojnost
1991. se na popisu stanovništva Hrvatima izjasnilo 52 876 stanovnika Slovenije. Na popisu 2002. godine u Sloveniji su se 35 642 osobe izjasnile Hrvatima, dok se za hrvatski kao materinski jezik izjasnilo 54 079 stanovnika. 
2011. godine registracijski popis stanovništva Republike Slovenije nije uključivao prikupljanje podataka o narodnosti i materinskom jeziku stanovnika Republike Slovenije. Stoga ostaju procjene, prema kojima je u Sloveniji broj stanovnika hrvatskog podrijetla oko 55 000.
Broj izjašnjenih Hrvata na popisima u Sloveniji. 
- 1948.: 16 069 (1,15 %)
- 1953.: 17 978 (1,23 %)
- 1961.: 31 429 (1,97 %)
- 1971.: 41 556 (2,47 %)
- 1981.: 53 882 (2,93 %)
- 1991.: 52 876 (2,76 %)
- 2002.: 35 642 (1,81 %)[1]

## Status
Hrvatima u Sloveniji nije priznat status nacionalne manjine, niti imaju ikakva zakonska nacionalna prava, niti imaju zastupnika u parlamentu, premda se već dugo bore za priznanje svojeg statusa. Nasuprot njima, status nacionalne manjine u Sloveniji priznat je Talijanima i Mađarima koji su u čl. 64. Ustava Republike Slovenije definirane kao „autohtone nacionalne zajednice“, a i Romi imaju reguliraniji status od Hrvata - Romi su definirani kao „posebna“ romska etnička zajednica.
Zbog toga Hrvati u Sloveniji nemaju prava i povlastice koje imaju neke druge manjine koje su povijesno i kraće u Sloveniji od Hrvata (Talijani, Mađari i Romi). Zakinutost se najviše osjeća na financijskoj potpori pa Hrvati ako i dobiju novac, to je temeljem vrlo zahtjevnih natječaja za kulturne projekte Ministarstvo obrazovanja, znanosti, kulture i športa RS.
Druga sjednici Povjerenstva za pitanje statusa Hrvata u Republici Sloveniji  održana je u Središnjem državnom uredu za Hrvate izvan Republike Hrvatske.

## Mediji
Radio Študent od 2014.godine jednom mjesečno emitira radijsku emisiju na hrvatskom jeziku „Vjetar u leđa”, u kojoj se prati kulturna zbivanja u Sloveniji u kojima sudjeluju Hrvati, poput različitih gostovanja, festivala, koprodukcija i ino.
Savez Hrvatskih društava u Sloveniji izdaje svoje glasilo Korijeni.
Glasila imaju još neka hrvatska društva: 
- Hrvatsko kulturno društvo Maribor - glasilo Croata
- Hrvatsko kulturno društvo Međimurje iz Ljubljane - glasilo Pušlek
- Hrvatsko kulturno društvo Pomurje iz Lendave - glasilo Glas

Hrvatska katolička misija u Ljubljani izdaje glasilo Izlazak.
Većina hrvatskih udruga iz Slovenije uređuje svoju mrežnu stranicu. 

## Obrazovanje
Nastava hrvatskog jezika i kulture za potrebe djece pripadnika hrvatske zajednice u Sloveniji službenog je obnovljena 2011. odlukom Ministarstva znanosti, obrazovanja i športa Republike Hrvatske. Nastava je počela školske godine 2011./2012. godine. Održava se u Ljubljani, Mariboru, Lendavi i Velenju. 
Hrvatska katolička misija u Ljubljani organizira vjeronaučnu nastavu i dopunsku nastava hrvatskog jezika i kulture.

## Znanost
Ne postoji posebna katedra za hrvatski jezik u Sloveniji, nego samo lektorat hrvatskog jezika na Filozofskom fakultetu u Ljubljani, u sklopu Katedre za južnoslavenske jezike (hrvatski, srpski i makedonski).

## Udruge
Krovna organizacija Hrvata u Sloveniji je Savez hrvatskih društava u Sloveniji (SDHS). Pod njome aktivno djeluje dvanaest udruga hrvatske zajednice: 
- Hrvatska kulturna udruga Novo mesto
- Hrvatsko društvo Istra, Piran
- Hrvatsko društvo Ljubljana
- Hrvatsko kulturno društvo Maribor
- Hrvatsko kulturno društvo Međimurje, Ljubljana
- Hrvatsko kulturno društvo Pomurje, Lendava
- Hrvatsko kulturno-umjetničko društvo Komušina, Škofja Loka
- Kulturno društvo Hrvatska iseljenička zajednica, Jesenice
- Kulturno društvo Međimurje, Velenje
- Društvo Hrvatske demokratske zajednice Ljubljana
- Društvo hrvatskih studenata u Sloveniji.

SHDS i udruge iz njegovog sastava pridonose očuvanju nacionalno-kulturnog identiteta Hrvata u RS i njihovih veza s matičnim narodom nizom različitih djelatnosti – provedbom kulturnih i sportskih susreta, organizacijom različitih predavanja, tečajeva i radionica te izdavanjem svojih glasila.
Četiri su hrvatske katoličke misije u Sloveniji: u Ljubljani, Mariboru, Novom mestu i Portorožu. 

## Šport
Hrvatsko društvo Ljubljana od 2003. održava biciklističku karavanu „Put prijateljstva Vukovar - Ljubljana”. Godine 2024. karavana je prolazila kroz Osijek, Našice, Slatinu, Đurđevac, Vrbovec, Bjelovar, Viroviticu, Zagreb, Samobor, Svetu Nedelju, Sevnice, Trebnje, Grosuplje, Ljubljanu i Vukovar.

## Poznati slovenski Hrvati
- Srečko Katanec, nogometaš i nogometni trener
- Jakov Fak, biatlonac
- Ivo Brnčić, pjesnik, esejist i kritičar
- Ivan Cankar, pisac (po majci)
- Ivan Mamić, političar
- Izidor Cankar, književnik
- Robert Kranjec
- Josip Iličić, nogometaš
- Željko Ivanek, glumac
- Miljenko Licul, umjetnik, dizajner i arhitekt
- Dragutin Mate, časnik, vojni veteran vojne u Sloveniji, vojni i letalački ataše, diplomat, političar i obrambolog
- Duško Pavasovič, šahovski velemajstor
- Dijana Ravnikar, biatlonka
- Ciril Ribičič, slovenski političar, pravnik, profesor i pjesničar
- Mitja Ribičič, političar
- Vanja Rupena, Miss Hrvatske 1996.
- Luka Šulić, violončelist i član 2Cellos
- Gregor Židan, nogometaš
- Oton Župančič, pjesnik
- Rok Petrovič, skijaš
- Krešimir Petrovič, sociokineziolog, pravnik i športski psiholog
- Marijan Kraljević, košarkaš
- Vera Lacić, sopranistica
- Šime Ivanjko, pravnik, emeritus profesor, publicist